# The Scorpions
The Scorpions was een beatgroep/rock-'n-roll-band uit Manchester in Engeland, die vooral populair en bekend werd in de Benelux en met name in Nederland dankzij de hit Hello Josephine (1965). 

## Ontstaan
De band ontstond in het begin van 1964 en bestond toen uit zanger Peter Lewis, sologitarist Tony Postill, diens neef Rodney op slaggitaar, bassist Tony Briley en drummer Mike Delaney. Hoewel de groep plaatselijk enige bekendheid kreeg en zelfs in de beroemde Cavern Club in Liverpool optrad, zat er in eigen land geen platencontract in. Net als veel andere Britse bands, probeerden The Scorpions hun geluk over de grens. Niet in Duitsland, maar in Nederland, waar op dat moment de concurrentie niet groot was.

## Naar Nederland
Dat Nederlandse succes kwam nadat de groep had meegedaan aan een talentenjacht. Die werd gewonnen. Jan Vis trad daarna op als manager en organiseerde een serie optredens. Dankzij Addy Kleijngeld kreeg de band een Nederlands platencontract bij CNR. De eerste single, Chuck Berry’s Bye Bye Johnny met Rip It Up op de achterzijde, kwam in augustus 1964 uit, maar had geen succes. CNR zag brood in The Scorpions en in de loop van het jaar kwamen nog drie andere singles uit. De derde daarvan was Hello Josephine, een cover van Fats Domino's' My girl Josephine. Briley was intussen vertrokken, waarna Terry Morton als sologitarist toetrad. Rodney Postill schakelde over naar de bas- en Tony Postill naar de ritmegitaar. 
Hello Josephine werd een enorme hit in Nederland en bereikte de tweede plaats in de Top 40 van Radio Veronica. Nog beter scoorde het nummer in het tienerblad Muziek Parade, waar the Scorpions the Beatles verdrongen van de eerste plaats. Drummer Mike Delaney maakte het succes niet mee. Hij verliet de groep begin 1965 en werd vervangen door Ian Lucas.
De goede verkopen van Hello Josephine rechtvaardigden het uitbrengen van een lp, die de titel Scorpions kreeg en in het najaar van 1965 in de winkels lag.

## Problemen
Vanaf dat moment brak een moeilijke periode aan. Het viel niet mee een opvolger te vinden voor Hello Josephine. De al eerder uitgebrachte single Ann Louise kwam weer in de belangstelling, maar kon het succes van de grote hit niet evenaren. De plaat bleef in de onderste regionen van de hitparade steken. 
Daarnaast ontstonden er problemen met de autoriteiten. In de periode voor de open Europese markt, waren de werkvergunningen voor buitenlanders in Nederland maar beperkt geldig. The Scorpions moesten terug naar Manchester, waar zij vrijwel onbekend waren doordat CNR geen platen uitbracht in Engeland.
De jongens moesten ander werk zoeken en drie leden hielden het helemaal gezien in de muziek: de beide Postill's en Terry Morton. Peter "Lew" Lewis en Ian "Skins" Lucas besloten wèl verder te gaan en samen met gitarist Graham Caunce (alias Graham Lee), Dave Vernon (bas) en Roy Smithson (orgel) opnieuw hun geluk te beproeven. 
Terug in Nederland bleek dat de nieuwe bandleden nog flink aan elkaar moesten wennen en nauwelijks voorbereid aan hun optredens begonnen. De eerste single in de nieuwe bezetting, Greensleeves, had een bescheiden succes.
Een hoogtepunt was er wel in oktober 1965, toen The Scorpions een van de top-acts waren op het jaarlijkse Grand Gala du Disque, waar zij optraden met onder meer the Everly Brothers, Lucille Star en The Supremes.
Kort daarna stapte Ian Lucas na slechts 10 maanden Scorpions-drummer te zijn geweest, over naar de Alkmaarse band The Marks. Hij werd bij The Scorpions vervangen door Tommy Unthank. Deze beschikte, anders dan zijn voorganger, ook over een goede stem en nam de achtergrondzang voor zijn rekening, zoals op de single Stand by me/Tobacco Road. Inmiddels leek de formule van The Scorpions echter uitgewerkt. Hoewel CNR in redelijk korte tijd drie singles uitbracht, verkochten deze nieuwe platen matig en geleidelijk nam de belangstelling voor de band af. Bovendien liep hun werkvergunning in Nederland weer eens af. Eind 1966 of begin 1967 vertrokken de mannen definitief naar Engeland. Daar waren zij grote onbekenden en konden zij niet op tegen de concurrentie.

## Nieuw succes
Tien jaar later bleken The Scorpions in Nederland nog niet vergeten. Toen de voormalige zeezender Veronica tot het omroepbestel was toegetreden, bracht deze de televisiemarathon The day the music died. Op een podium voor de kust van Scheveningen zouden popgroepen, -zangers en -zangeressen uit de jaren zestig hun grootste successen nog eens vertolken. Ook met Peter Lewis werd contact gezocht om Hello Josephine weer uit te voeren, playback weliswaar, maar ook daarvoor waren vijf Scorpions nodig. De zanger liet zich vergezellen door Graham Lee (sologitaar), Roy Smithson (piano), Tommy Unthank (drums) en Cedric Terry (basgitaar). Dat als eenmalig bedoelde optreden had onverwachte gevolgen: Hello Josephine werd opnieuw een hit en reikte tot de negende plaats in de Top 40. Dat leidde tot vraag naar nieuwe optredens en daar hadden de vijf niet op gerekend. Peter Lewis, Graham Lee en Tommy Unthank konden zich vrij maken, Roy Smithson en Cedric Terry niet. De band die in het najaar van 1977 door Nederland toerde, werd aangevuld met bassist Dave Robin, terwijl Unthank uiteindelijk vervangen werd door Max Hardy.
In deze bezetting werd een nieuwe lp opgenomen met nieuwe versies van een aantal oude successen (Hello Josephine en Ann Louise) naast nieuwe nummers.
De groep toerde tot 1979 regelmatig door Nederland.
Plannen om in 1984 opnieuw te gaan optreden, werden doorkruist door de vroegtijdige dood van Peter Lewis (2 januari 1985) aan kanker. Hij bleek een van de eerste slachtoffers van de arts Harold Shipman, bijgenaamd Doctor Death.

## Wederopstanding
Met de dood van Peter Lewis leek het doek voor The Scorpions voorgoed gevallen. Na een reünie van oud-bandleden in 2004 besloten gitarist Graham Lee en drummer Ian Lucas toch nog een poging te wagen. Samen met nieuwkomer Tom Morgan op bas traden zij in maart 2006 voor het eerst na bijna dertig jaar weer op als The Scorpions. Dat werd zo'n succes dat Roy Smithson zich liet overhalen ook weer mee te doen. Dit 'nieuwe' kwartet nam in datzelfde jaar de cd Now op, waarop naast Hello Josephine en Ann Louise vooral gouwe ouwen uit de jaren vijftig en zestig staan. Graham Lee en Tom Morgan verzorgden de solozang.

## The end of the tail
In oktober 2010 besloot Ian Lucas, in juni 2009 getrouwd met de Rotterdamse Winnie Biesheuvel en verhuisd naar Hengelo (Overijssel), uit de band te stappen. Zijn plaats werd opnieuw ingenomen door Tommy Unthank, de drummer die hem ook eind 1965 opvolgde. 
Vanaf juni 2009 completeerde basgitarist Diccon Hubbard de band. Hij speelde onder meer bij Wayne Fontana's The Mindbenders, Billy J. Kramer with The Dakotas en in de begeleidingsband van Dave Berry.  
In het voorjaar van 2011 werd een nieuw album opgenomen. Het kreeg de titel The End of the Tail. De titel verwees naar het naderende afscheid van het podium. De band bleef nog tot 2014 in het clubcircuit optreden.
De hit Hello Josephine stond in 2011 voor het laatst in de Nederlandse Top 2000, toen op plaats 1862.

## Bandleden
- Peter Lewis: zang
- Terence Morton: sologitaar
- Anthony Postill: solo- en ritmegitaar
- Rodney Postill: ritme- en basgitaar
- Graham Caunce (ook: Graham Lee): sologitaar en zang
- Tony Briley: bas
- Dave Robin: bas
- Cedric Terry: bas
- Dave Vernon: bas
- Tom Morgan: bas en zang
- Martin Davies: bas en zang
- Diccon Hubbard: bas en zang
- Roy Smithson: piano en orgel
- Mike Delaney: drums
- Ian Lucas: drums
- Tommy Unthank: drums en zang
- Max Hardy: drums

## Discografie
| Single met eventuele hitnotering(en) in de Nederlandse Top 40 | Datum van verschijnen | Datum van binnenkomst | Hoogste positie | Aantal weken | Opmerkingen |
| ------------------------------------------------------------- | --------------------- | --------------------- | --------------- | ------------ | ----------- |
| Hello Josephine                                               | 1965                  | 20 februari 1965      | 2               | 33           |             |
| Ann Louise                                                    | 1965                  | 22 mei 1965           | 36              | 2            |             |
| Greensleeves                                                  | 1965                  | 24 juli 1965          | 22              | 5            |             |
| Baby Baby Balla Balla                                         | 1965                  | 27 november 1965      | 17              | 13           |             |
| Hello Josephine                                               | 1965                  | 3 september 1977      | 9               | 7            |             |
| Sweet and lovely                                              | 1964                  |                       |                 |              |             |

### Langspeelplaten
- 1965 - Hello Josephine
- 1965 - Climbing the Charts
- 1966 - Sweet And Lovely (repackage van Climbing the Charts)
- 1966 - Keep In Touch With The Scorpions
- 1978 - My Own Way To Rock

### Cd's
- 1997 - The Scorpions
- 1998 - Hello Josephine – The Complete Collection
- 2005 - Hello Josephine/Climbing the Charts
- 2007 - Now
- 2011 - The End of the Tail
- 2014 - The Scorpions - Hello Josephine - 30 Rhythm & Beat Classics 1964-1966 (Cherry Red Records Ltd.)

### NPO Radio 2 Top 2000
| Nummer met noteringen in de NPO Radio 2 Top 2000 | '99  | '00  | '01 | '02  | '03  | '04  | '05  | '06  | '07  | '08  | '09  | '10  | '11  |
| ------------------------------------------------ | ---- | ---- | --- | ---- | ---- | ---- | ---- | ---- | ---- | ---- | ---- | ---- | ---- |
| Hello Josephine                                  | 1053 | 1030 | 956 | 1194 | 1045 | 1228 | 1105 | 1022 | 1220 | 1118 | 1426 | 1571 | 1862 |

1. ↑  Een vetgedrukt getal geeft de hoogste notering aan.
2. ↑  Deze tabel is bijgewerkt tot en met de laatste editie (2024).